# Microplitis coactus
Microplitis coactus är en stekelart som först beskrevs av William Lundbeck 1896.  Microplitis coactus ingår i släktet Microplitis och familjen bracksteklar. Inga underarter finns listade i Catalogue of Life.